# Polyosma dolichocarpa
Polyosma dolichocarpa är en tvåhjärtbladig växtart som beskrevs av Merrill. Polyosma dolichocarpa ingår i släktet Polyosma och familjen Escalloniaceae. Inga underarter finns listade i Catalogue of Life.